# Canal de Luçon
Le canal de Luçon est un ancien canal de l'Ouest de la France, dont le port d'origine, Luçon, fut comblé dans les années 1970 sur 435 mètres. Reliant Luçon, siège du diocèse de Luçon, à l'océan Atlantique, via une voie d'eau creusée sur 14 kilomètres, et débouchant sur l'actuel estuaire de la Sèvre Niortaise. La ligne de côte, avant la poldérisation de la région, était alors différente de celle d'aujourd'hui, et Luçon était une ville portuaire établie sur l'ancien golfe des Pictons.

## Parcours

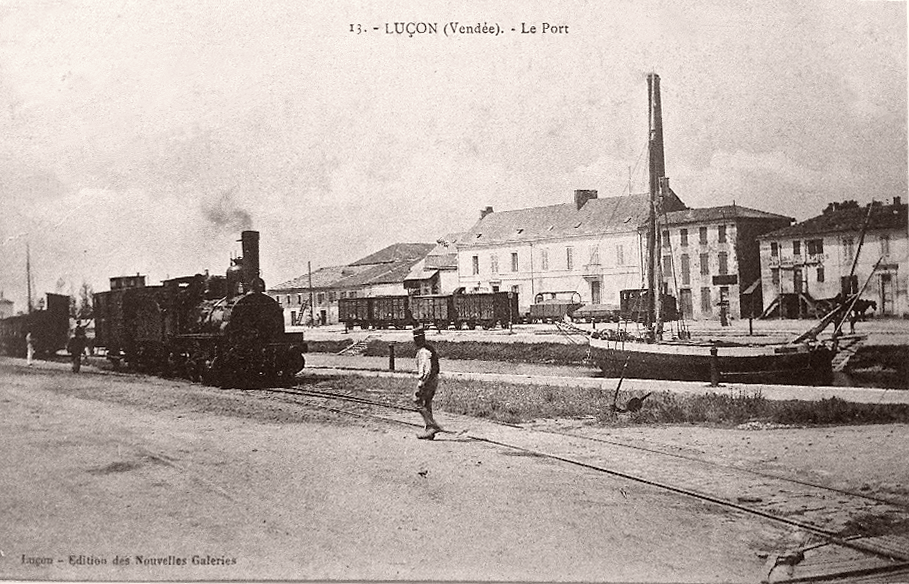
Le port de Luçon vers la fin du XIXe siècle.

Entre Luçon, dont le quartier du Port, au sud de la cathédrale Notre-Dame, garde le souvenir, et l'océan, le canal sert, pour l'essentiel de son tracé, de limite communale entre Triaize et Champagné-les-Marais, où il atteint la mer après un parcours de 14,181 km, et après avoir franchi deux écluses aujourd'hui désaffectées, dont celle des Portes du Chapitre, bâtie en 1740 puis la pointe aux Herbes en 1880, à cheval sur la limite entre les deux communes précitées. Passée la pointe aux Herbes, il conflue avec le canal de Champagné sur 2.5 km, en un estuaire artificiel, connecté en aval à celui de la Sèvre Niortaise, et formant la baie de l'Aiguillon. Drainant les eaux d'un système complexe de canaux de moindre envergure, ils sont à eux deux essentiels à l'assainissement d'une région marécageuse, composant l'ancien estran de la partie Nord de l'antique golfe des Pictons, correspondant au pertuis Breton. Le canal est bordé à l'Est par le marais de la Vacherie et par le marais Fou, faisant partie d'une plus vaste région, le Marais poitevin.

## Histoire
À l'origine d’un ancien cours d'eau naturel, peut-être médiéval, le canal se prolongeait en ville, au lieu nommé port Macquignon, près des halles actuelle. il fut réaménagé au XVe siècle, puis vers 1810, pour la navigation  jusqu’aux abords du port. Outre son rôle drainant d'une zone humide, il eut d'abord une fonction commerciale, en reliant la ville devenue évêché en 1317, à l'océan. Il imposait cependant d'importants travaux de dragage réguliers, afin de lutter contre l'envasement naturel, face à des travaux lourds d'entretien, et à l'augmentation du tonnage de la batellerie fluviale, il devint au fur et à mesure obsolète. En 1836, les navires d'un tonnage de 50 à 60 tonneaux atteignaient le port de Luçon sans encombre, tandis que ceux d'un tonnage atteignant la centaine ou la dépassant, devaient transborder leurs marchandises à l'estuaire du canal. L'ancien port de Luçon fut comblé en 1974. Ce canal reste aujourd'hui le réceptacle des fossés de drainage environnants et contribue à l'assainissement du marais.